# Looney Tunes Collector : La Revanche des Martiens
 (août 2015).
Si vous disposez d'ouvrages ou d'articles de référence ou si vous connaissez des sites web de qualité traitant du thème abordé ici, merci de compléter l'article en donnant les références utiles à sa vérifiabilité et en les liant à la section « Notes et références ».
Looney Tunes Collector : La Revanche des Martiens (Looney Tunes: Marvin Strikes Back! en Amérique du Nord et Looney Tunes Collector: Martian Revenge au Royaume-Uni et en Irlande) est un jeu vidéo Looney Tunes développé par Infogrames pour la Game Boy Color en 2000. C'est à la fois une suite directe et spirituelle de Looney Tunes Collector : Alerte aux Martiens !. Son nom américain pourrait être une référence à celui de Star Wars, épisode V : L'Empire contre-attaque.

## Histoire
Marvin le Martien, accompagné de son chien K-9, souhaite se venger de Daffy Duck et Porky Pig, qui l’ont ridiculisé dans une vidéo les montrant le vaincre, et se rend pour cela sur Terre. Sa soucoupe tombe en panne et il se retrouve confronté à différents toons, tels que Bip Bip, Speedy Gonzales, ou Bugs Bunny. 